# Летописи русской литературы и древности
«Летописи русской литературы и древности» (пять томов; 1859—1863) — издавались Н. С. Тихонравовым в Москве с апреля 1859 года по октябрь 1863 года и стали значительным событием в русской научной литературе.
С одной стороны в «Летописях» было выдвинуто культурно-историческое изучение литературы, с другой — исследование народной поэзии было расширено путём изучения старой письменности. Кроме исследований, в «Летописях» помещалось много новейшего на тот момент литературного материала, извлечённого из рукописей.
Кроме самого издателя, в журнале сотрудничали А. Афанасьев, Ф. Буслаев, И. Забелин, Н. Костомаров, А. Котляревский, С. Соловьёв и другие. Подробный указатель к «Летописям» составил в 1895 году А. И. Лященко.
Пять томов «Летописи»:
- Том 1. М., 1859. 478 с.
- Том 2. М., 1859. 402 с.
- Том 3. М., 1861. 363 с.
- Том 4. М., 1862. 356 с.
- Том 5. М., 1863. 449 с.